# Xestia versuta
Xestia versuta là một loài bướm đêm trong họ Noctuidae.